# Knerten
Der Knerten (norwegisch für Knirps) ist ein kleiner und isolierter Felsvorsprung im ostantarktischen Königin-Maud-Land. Im nordwestlichen Teil des Ahlmannryggen ragt er 11 km nördlich des Vesleskarvet auf.
Norwegische Kartographen, die ihn auch deskriptiv benannten, kartierten den Felsen anhand von Luftaufnahmen und Vermessungen der Norwegisch-Britisch-Schwedischen Antarktisexpedition (1949–1952) sowie zwischen 1958 und 1959 angefertigten Luftaufnahmen der Dritten Norwegischen Antarktisexpedition (1956–1960).